# グリーゼ86
グリーゼ86（Gliese 86）またはHD 13445は、エリダヌス座の方角に約35光年離れた位置にある連星系である。グリーゼ86系は、K型主系列星と白色矮星からなる。1998年、ヨーロッパ南天天文台は、グリーゼ86の周りに太陽系外惑星が存在する、と発表した。

## 星系
| 太陽 | グリーゼ86 A |
| ---- | ------------ |
| 太陽 | Exoplanet    |

元からグリーゼ86として知られていた恒星グリーゼ86 Aは、スペクトル型がK0 VのK型主系列星である。質量、半径は、太陽の8割程度、光度は太陽の4割程度と推定される。グリーゼ86には、木星型惑星が発見されているが、それはグリーゼ86 Aの周りを公転している。
2001年、グリーゼ86 Aの東、およそ2秒離れた位置に、暗い天体グリーゼ86 Bが発見され、固有運動がグリーゼ86 Aと共通していることから、連星であることがわかった。発見当初は、色から推定されるスペクトル型が褐色矮星のものであったので、褐色矮星だと予想されていたが、グリーゼ86 Aで観測される視線速度の変化から要求されるグリーゼ86 Bの質量は、褐色矮星の上限よりかなり大きいものであり、スペクトルにも褐色矮星で特徴的な成分がみられないことから、グリーゼ86 Bは白色矮星と結論付けられた。惑星を持つ星系に、白色矮星の伴星が発見されたのは、これが初めてである。
グリーゼ86 Aとグリーゼ86 Bは、発見から12年の位置関係の変化から軌道を予測すると、120年から460年の周期で公転していると考えられる。
グリーゼ86系の年齢は、観測量に基づく推定では、複数の報告で数十億年と求められているが、一方で、グリーゼ86の空間速度は非常に古い種族であることを示し、それを踏まえて理論から求めた値は100億年となっている。

## 惑星系
1998年、ジュネーヴ天文台などのグループによる系外惑星捜索計画において、ラ・シヤ天文台の1.2m望遠鏡を用いた視線速度法での惑星探しが始まって間もなく、グリーゼ86において惑星によるとみられる視線速度変化が検出された。翌年、この惑星の存在は確定し、木星の4倍以上の質量の巨大ガス惑星が、15.8日周期で公転していると推定された。併せて、発見された惑星とは別の伴天体によるとみられる、長期的な視線速度の変化も検出され、これが伴星グリーゼ86 Bの発見につながった。視線速度法の観測だけでは、惑星の質量の下限値しかわからないので、ヒッパルコス衛星による予備的な観測データを用いて軌道を制限し、質量が木星の15倍と求められたが、このデータ処理では多くの系外惑星が、褐色矮星か赤色矮星の質量と見積もられており、検証の結果、ヒッパルコスの初期データは多くの場合、惑星の質量を決められるだけの精度はなかったと評価された。
| 名称 （恒星に近い順） | 質量             | 軌道長半径 （天文単位） | 公転周期 (日)      | 軌道離心率  | 軌道傾斜角 | 半径 |
| --------------------- | ---------------- | ----------------------- | ------------------ | ----------- | ---------- | ---- |
| b                     | > 4.42 ± 0.20 MJ | 0.11 ± 0.00             | 15.76491 ± 0.00039 | 0.04 ± 0.01 | —          | —    |